# Jordyn Wieber
Jordyn Wieber (n. 12 iulie 1995, DeWitt⁠(d), Michigan, SUA) este o gimnastă artistică ce a reprezentat Statele Unite ale Americii, medaliată olimpică. A participat la o ediție a Jocurilor Olimpice (2012) în care a câștigat o medalie de aur.

## Participări
Lista de mai jos prezintă principalele competiții la care a participat Jordyn Wieber de-a lungul carierei.
- Jocurile Olimpice de vară din 2012